# Augusto Vuattolo
Augusto Domenico Vuattolo (genannt Bruciar; in Deutsch häufig auch August Vuattolo; * 25. Juli 1882 in Tarcento; † 13. November oder 20. November 1960 in Zürich) war ein Gewerkschafter italienischer Herkunft, der in Deutschland und in der Schweiz tätig war.

## Leben
Augusto Vuattolo war der Sohn des Ziegelbrenners Domenico und dessen Ehefrau Caterina geborene Treppo. Er wurde ebenfalls Ziegelbrenner und wanderte, wie viele friulanische Migranten, in jungen Jahren von Cividale del Friuli nach Österreich und Bayern aus. 1910–1912 leitete Vuattolo in München das Italienische Sekretariat, eine Filiale des Auswanderungssekretariats von Udine, das sich besonders um die nach Deutschland eingewanderten Ziegler aus der Provinz Udine kümmern sollte. Das Sekretariat wurde finanziell unterstützt von der in Mailand ansässigen gemeinnützigen Società Umanitaria und vom deutschen Fabrikarbeiterverband. Seit 1912 bis zu seiner Ausweisung aus Deutschland im Jahre 1913 war Vuattolo Redakteur der in Hamburg erschienenen Gewerkschaftszeitung L’operaio italiano (organo settimanale in lingua italiana dei sindacati professionali della Germania).
Vuattolo ließ sich ab 1913 in der Schweiz nieder und war dort als Zentralsekretär des Verbands der Maurer und Handlanger Nachfolger des aus Deutschland stammenden Georg Käppler. Gleichzeitig war er auch Leiter des Sekretariats der beim Tunnelbau beschäftigten Arbeiter. Ab 1920 war Vuattolo Sekretär des Schweizerischen Bauarbeiterverbandes (SBAV), der 1922 mit dem Holzarbeiterverband (SHAV) zum Bau- und Holzarbeiterverband (Federazione Lavoratori Edilizia e Legno (FLEL), später Gewerkschaft Bau und Holz (GBH)) fusionierte. Gleichzeitig war Vuattolo Herausgeber des Gewerkschaftsblatts L’edilizia svizzera, 1917–1922 leitender Funktionär des Schweizerischen Gewerkschaftsbunds (SGB) und ab 1945 Sekretär des Internationalen Bau- und Holzarbeiterverbands. Vuattolo war auch Parteisekretär der Partito Socialista Italiano (PSI) in der Schweiz. Aufgrund seiner Teilnahme am Landesstreik erhielt er 1919 einen Ausweisungsbefehl, der später ausgesetzt und 1944 offiziell aufgehoben wurde, nachdem ein Jahr zuvor Ernst Nobs als erster sozialdemokratischer Bundesrat gewählt wurde. Während des Zweiten Weltkriegs arbeitete Vuattolo mit dem von Ignazio Silone geleiteten Sozialistischen Auswärtigen Zentrum Zürich der PSI zusammen und gehörte verschiedenen antifaschistischen Organisationen an, die in Zürich von der Cooperativa italiana (Coopi) geleitet wurden. Über das Konsulat in Bellinzona planten die italienischen Faschisten, Vuattolo nach Italien zu entführen, was aufgrund seiner unterdessen erlangten Schweizer Staatsbürgerschaft erschwert wurde. 1948 ging Vuattolo in den Ruhestand und verstarb 1960 in Zürich. Er war nicht verheiratet.

## Werke (Auswahl)
- Geschichte des Schweizerischen Bau- und Holzarbeiterverbandes, 1873–1953. Band 1 (Allgemeine Arbeiterbewegung; Die Bedeutung des Baugewerbes; Geschichte der Verbände der Holzarbeiter, der Zimmerleute, der Maler und Gipser bis 1920/21). Zürich 1953.
- Geschichte des Schweizerischen Bau- und Holzarbeiterverbandes, 1873–1953. Band 2 (Die Geschichte der Verbände der Maurer und Handlanger, der Stein- und Ziegeleiarbeiter, der Bauarbeiter bis 1920/21). Zürich 1955.
- Geschichte des Schweizerischen Bau- und Holzarbeiterverbandes, 1873–1953. Band 3 (Geschichte des Schweizerischen Bau- und Holzarbeiterverbandes 1922–1953). Zürich 1956.